# Sayuri
Sayuri (さユり?; Fukuoka, 7 giugno 1996 – 20 settembre 2024) è stata una musicista e cantautrice giapponese.

## Biografia
In prima media, Sayuri rimase colpita dal fatto che, nonostante fossero idol, i Kanjani Eight formarono una band. La ispirarono a suonare la chitarra come hobby. Sayuri iniziò a comporre musica durante il suo secondo anno delle scuole medie, ispirandosi ai loro testi.
Successivamente, sotto il nome di Asuka, si unì a un duo acustico chiamato LONGTAL con sede a Fukuoka, iniziando ad esibirsi nelle strade di luoghi come Hiroshima, Osaka e Nagoya. Circa nello steso periodo, abbandonò la scuola superiore.
Nel 2012, come parte dei LONGTAL, Sayuri ricevette il premio Grand Prix alle finali del quinto Music Revolution, concorso sponsorizzato da Yamaha Music. Successivamente, divenne attiva come artista indipendente. Adottò il nome Sanketsu shōjo Sayuri (酸欠少女さユり?) simboleggiante la sua identificazione come cantautrice parallela a due dimensioni.
Si trasferì a Tokyo nel 2013. Tenne il suo primo live da solista nel marzo 2015 allo Tsutaya O-East di Tokyo. Più tardi quell'anno, fece il suo debutto a 18 anni, eseguendo la sigla finale per l'anime Ranpo kitan: Game of Laplace.
Il 7 dicembre 2016 collaborò con Yōjirō Noda dei RADWIMPS per pubblicare il suo quarto singolo Furaregai girl (フラレガイガール?). Per quanto riguarda il singolo, Noda dichiarò: «Avevo già composto la canzone e creato i testi, ma sapevo che non potevo cantarla. Per un po' ho cercato il vero proprietario della canzone. Poi, per caso, ero nello studio di registrazione accanto a Sayuri. Ho ascoltato il suo CD e in quel momento qualcosa che era solo una vaga sagoma di una canzone è diventato cristallino. Era una canzone che doveva cantare».
Il 1º marzo 2017, Sayuri pubblicò il suo quinto singolo Heikousen (平行線?), presentato come la sigla di chiusura dell'adattamento anime di Scum's Wish. Pubblicò il suo primo album Mikadzuki no kōkai (ミカヅキの航海?) il 17 maggio 2017. Raggiunse il primo posto nella classifica degli album giornalieri di Oricon e il terzo nella classifica degli album settimanali. Ciò fu un salto significativo rispetto ai suoi singoli precedenti e una pietra miliare nella sua carriera. Pubblicò il suo sesto singolo Tsuki to hanataba (月と花束?) il 28 febbraio 2018, usata poi come sigla di chiusura dell'anime Fate / Extra Last Encore. Collaborò con i My First Story nell'esecuzione del brano Reimei (レイメイ?) pubblicato il 5 dicembre 2018 e che poi venne usata come sigla di apertura della seconda stagione della serie anime Golden Kamui.
Sayuri cantò anche la canzone Me & Creed <nZkv> di Hiroyuki Sawano, usata come colonna sonora per il videogioco per telefoni Blue Exorcist: Damned Chord sotto il nome di SawanoHiroyuki [nZk]: Sayuri. Il 25 agosto 2019, venne annunciato la sua esecuzione della sigla di chiusura per la quarta stagione dell'anime My Hero Academia con la sua canzone Kōkai no uta (航海の唄?).
Morì il 20 settembre 2024 all'età di 28 anni a causa di una malattia cronica.

## Discografia

### Album in studio
- 2017 – Mikadzuki no kōkai (ミカヅキの航海?)
- 2022 – Sanketsu shōjo (酸欠少女?)

### Extended play
- 2016 – Ru-rararu-ra-rurararu-ra (るーららるーらーるららるーらー?)
- 2019 – About a Voyage (World Edition)

### Remix
- 2020 – Me (め?)

### Singoli
| Titolo                                                                                            | Anno | Posizione massima in classifica | Posizione massima in classifica | Note                                                                  | Album                                 |
| Titolo                                                                                            | Anno | JPN Oricon                      | JPN Tabellone                   | Note                                                                  | Album                                 |
| ------------------------------------------------------------------------------------------------- | ---- | ------------------------------- | ------------------------------- | --------------------------------------------------------------------- | ------------------------------------- |
| "Mikazuki" (ミ カ ヅ キ, Luna crescente )                                                         | 2015 | 20                              | 35                              | Sigla di chiusura dell'anime Ranpo kitan: Game of Laplace.            | Mikazuki no Koukai                    |
| " Sore wa Chiisana Hikari no Youna " (そ れ は 小 さ な 光 の よ う な, È come una piccola luce ) | 2016 | 17                              | 15                              | Sigla di chiusura dell'anime Erased.                                  | Mikazuki no Koukai                    |
| "Ru-Rararu-Ra-Rurararu-Ra" (るーららるーらーるららるーらー)                                       | 2016 | -                               | -                               |                                                                       | Mikazuki no Koukai                    |
| " Furaregai Girl " (フ ラ レ ガ イ ガ ー ル, Ragazza che dovrebbe essere respinta )               | 2016 | 17                              | 22                              |                                                                       | Mikazuki no Koukai                    |
| " Heikousen " (平行 線, Linea Parallela)                                                          | 2017 | 10                              | 10                              | Sigla di chiusura dell'anime Scum's Wish.                             | Mikazuki no Koukai                    |
| "Tsuki a Hanataba" (月 と 花束, Luna e bouquet )                                                  | 2018 | 10                              | 10                              | Sigla di chiusura dell'anime Fate/Extra Last Encore.                  | Singoli non facenti parte di un album |
| "Koukai no Uta" (航海 の 唄, A proposito di un viaggio )                                          | 2019 | 12                              | 34                              | Sigla di chiusura della quarta stagione dell'anime My Hero Academia . | Singoli non facenti parte di un album |
| Aoibridge                                                                                         | 2020 |                                 |                                 |                                                                       |                                       |

#### Singoli in collaborazione
| Titolo                                            | Anno | Posizione del grafico di picco | Posizione del grafico di picco | Note                                                              | Album                                 |
| Titolo                                            | Anno | JPN Oricon                     | JPN Tabellone                  | Note                                                              | Album                                 |
| ------------------------------------------------- | ---- | ------------------------------ | ------------------------------ | ----------------------------------------------------------------- | ------------------------------------- |
| "Reimei" (レ イ メ イ, Dawn) (con My First Story) | 2018 | 7                              | 10                             | Sigla di apertura della seconda stagione dell'anime Golden Kamui. | Singolo non facente parte di un album |

### Comparse come ospite
| Canzone             | Anno | Note                                                                | Album      | Artista album        |
| ------------------- | ---- | ------------------------------------------------------------------- | ---------- | -------------------- |
| "Me & Creed <nZkv>" | 2019 | Colonna sonora del gioco per cellulari Blue Exorcist: Damned Chord. | R∃ /MEMBER | SawanoHiroyuki [NZK] |

## Video musicali
| Anno | Titolo                             | Registi          |
| ---- | ---------------------------------- | ---------------- |
| 2015 | "Mikazuki"                         | YKBX             |
| 2015 | "Chocolate"                        |                  |
| 2016 | "Sore wa Chiisana Hikari no Youna" | YKBX             |
| 2016 | "Raise de Aou"                     | YKBX             |
| 2016 | "Furaregai Girl"                   | Nao Yoshigai     |
| 2016 | "Anonymous"                        | Yasuhiro Arafune |
| 2017 | "Parallel Line"                    | Yasuhiro Arafune |
| 2017 | "Birthday Song"                    | Tani Atsushi     |
| 2017 | "Juu Oku nen"                      | Tsuyoshi Inoue   |
| 2018 | "Tsuki a Hanataba"                 | Tani Atsushi     |
| 2018 | "Reimei"                           |                  |
| 2019 | "Koukai no Uta"                    | Kosuke Sugimoto  |
| 2020 | "Nejiko"                           |                  |

## Premi e nomination
La tabella seguente elenca alcuni dei premi più importanti ricevuti dall'artista. 
| Anno | Cerimonia                           | premio | Candidato / lavoro                                          | Risultato       |
| ---- | ----------------------------------- | --- | ----------------------------------------------------------- | --------------- |
| 2012 | Yamaha Music's 5th Music Revolution | Grand Prix | "Ru-Rararu-Ra-Rurararu-Ra" (るーららるーらーるららるーらー) | Vincitore/trice |
| 2012 | Yamaha Music's 5th Music Revolution | Premio del Ministero dell'Istruzione, Cultura, Sport, Scienza e Tecnologia Ministro dell'istruzione, della cultura, dello sport, della scienza e della tecnologia | "Ru-Rararu-Ra-Rurararu-Ra" (るーららるーらーるららるーらー) | Vincitore/trice |
| 2018 | Space Shower Music Awards           | Miglior artista innovativo | Sayuri                                                      | Candidato/a     |